# Nowa Sól
Nowa Sól (en alemán Neusalz an der Oder) es una ciudad a orillas del río Óder en el voivodato de Lubusz, en el oeste de Polonia. Es la capital del distrito de Nowa Sól, con una población de 36 843 habitantes (2021).

## Historia
El primer asentamiento en la región de la moderna Nowa Sól data del siglo XIV, cuando el territorio estaba bajo soberanía de Bohemia como parte del Sacro Imperio Romano Germánico. Para romper con la dependencia de Silesia de la sal común de Polonia, el emperador Fernando I fundó la heredad Zum Neuen Saltze en 1563. La sal marina, originaria de La Rochelle y de la costa ibérica, era transportada desde Hamburgo y Stettin (Szczecin) a lo largo del navegable Óder. Una inundación en 1573 obligó al traslado de la refinería de sal al cercano pueblo de Modritz (Modrzyca); la oficina del administrador es ahora el ayuntamiento. El asentamiento fue documentado como Neusalzburg ("Nuevo Salzburgo") en 1585 y más tarde como Neusalz ("Nueva Sal"). En 1592 se construyó un puerto comercial en el Óder. La Iglesia Protestante de San Miguel, construida entre 1591 y 1597, se convirtió al catolicismo romano en 1654.

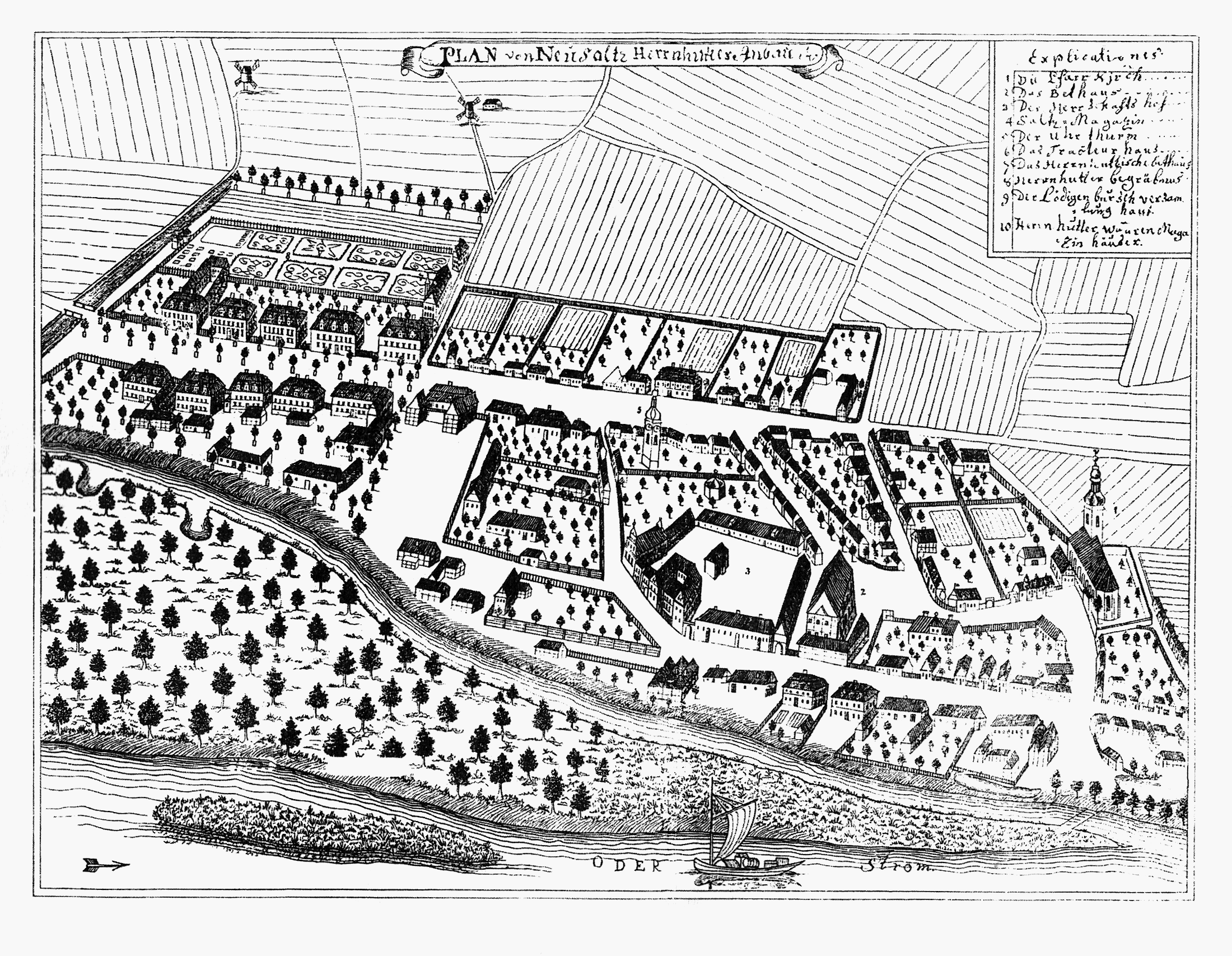
Neusalz en el siglo XVIII

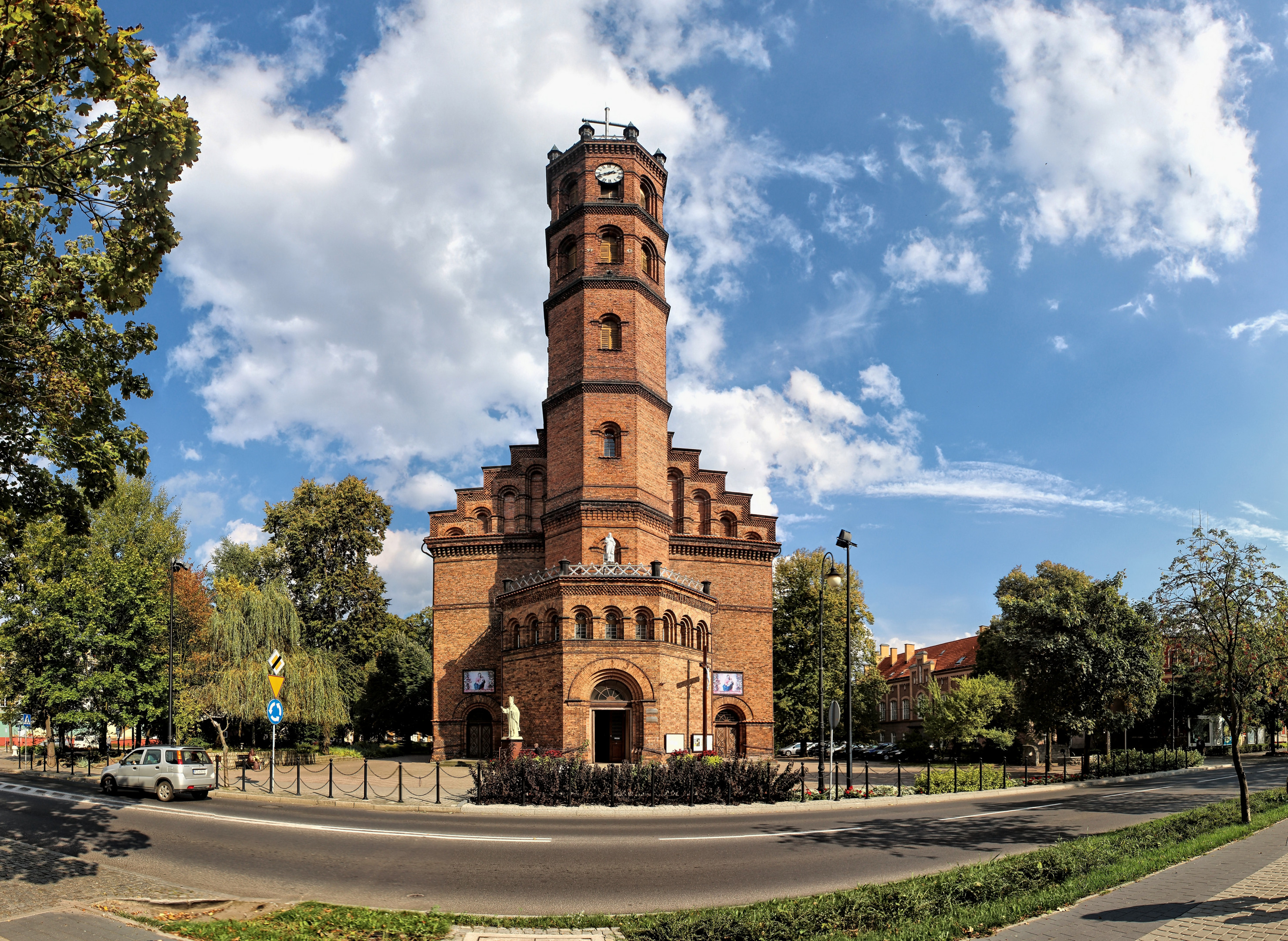
Iglesia católica de San Antonio

La entrada de comerciantes holandeses e ingleses en el mar Báltico a finales del siglo XVI provocó dificultades en el suministro de sal sin refinar. La empresa no rentable también se vio obstaculizada por los peajes impuestos en el Óder por el Margraviato de Brandeburgo. El refinado de sal en Neusalz casi colapsó durante la Guerra de los Treinta Años (1618-1648), mientras que la recuperación se vio obstaculizada posteriormente por el comercio de sal de Brandeburgo y Polonia. Suecia, como gobernante de la Pomerania sueca, impidió en 1710 que la sal llegara a la ciudad desde Stettin. Tres años más tarde, Neusalz se convirtió en un puesto de avanzada para la sal de Magdeburgo y Halle.
Neusalz se convirtió en uno de los puertos más grandes del Óder de Silesia y manejaba la mayor parte del tráfico de sal en el río. Fue anexada por el Reino de Prusia en 1742 según el Tratado de Breslavia. Cuando el rey Federico II de Prusia concedió a Neusalz los derechos de ciudad el 9 de octubre de 1743 e inició planes para ampliar la ciudad, tenía 97 casas. Ese mismo año también se fundó una colonia de la Hermandad de Moravia. Después de la batalla de Kunersdorf, Neusalz fue saqueada el 24 de septiembre de 1759. Se quemaron cuarenta casas, al igual que la comunidad morava, que fue restaurada en 1763.
Neusalz se administró dentro del Landkreis Freystadt i. Niederschles en la Silesia prusiana después de las guerras napoleónicas. El desarrollo industrial moderno comenzó en el siglo XIX cuando se abrieron nuevas fábricas, especialmente fábricas de lino y acerías. Neusalz se conectó por primera vez al ferrocarril de Silesia en 1871, el mismo año en que la ciudad pasó a formar parte del Imperio alemán durante la unificación alemana. La ampliación y modernización del puerto comenzó el 11 de octubre de 1897. Neusalz pasó a formar parte de la provincia de Baja Silesia en 1919. Un puente de madera que cruza el Óder, construido originalmente en 1870, fue reconstruido con hormigón armado en 1932.
Durante la Segunda Guerra Mundial, Neusalz fue sede de un campo de trabajo perteneciente al campo de concentración de Gross-Rosen. Las tropas alemanas destruyeron el puente de hormigón el 9 de febrero de 1945, pero el Ejército Rojo soviético entró en Neusalz el 13 y 14 de febrero de 1945. Se incendiaron varios edificios, incluida la Iglesia católica.
Nowa Sól fue reconstruida como centro industrial y administrativo, reemplazando a la cercana Kożuchów. De 1975 a 1998 estuvo en el voivodato de Zielona Góra, después de lo cual pasó a formar parte del voivodato de Lubusz. La ciudad aparece en el documental 5000 Miles, sobre una familia de Wisconsin en Estados Unidos que desea adoptar un niño polaco.

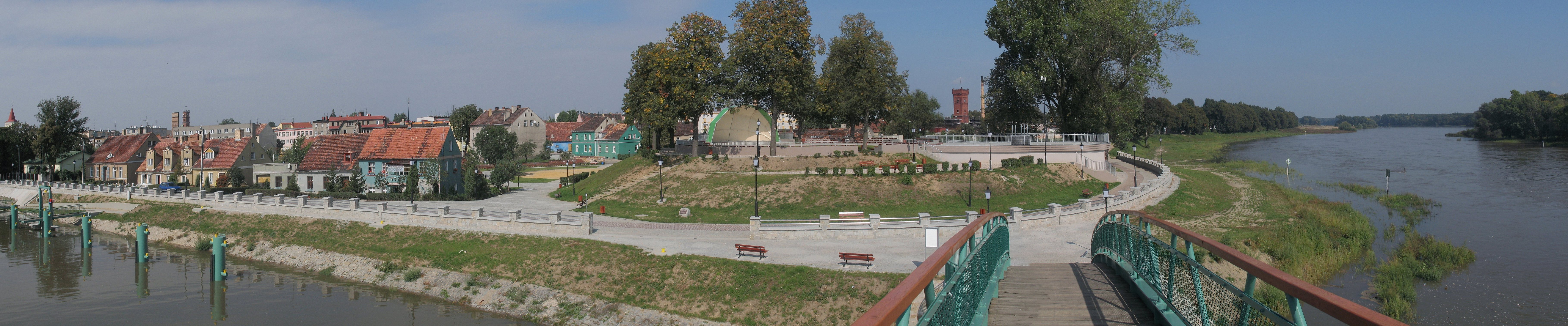
Vista panorámica de Nowa Sól desde el Oder

## Población
- 1743: 800
- 1787: 1.503
- 1825: 2.211
- 1868: 5.109
- 1890: 9.075
- 1905: 13.002
- 1929: 14.300 a 16.300 (aglomeración)
- 1939: 17.326
- 1961: 27.425
- 1970: 33.386

## Gente notable
- Christian David Gebauer (1777-1831), pintor
- Gustav A. Schneebeli (1853-1923), político
- Otto Jaekel (1863-1929), paleontólogo
- Walter Thor (1870-1929), pintor alemán e ilustrador
- Alfred Saalwächter (1883-1945), almirante general ejecutado por crímenes de guerra
- Friedrich Zehm (1923-2007), compositor clásico alemán
- Natias Neutert (nacido en 1941), artista alemán
- Seweryn Krajewski (nacido en 1947), músico
- Janusz Liberkowski (nacido en 1953), ganador de la primera temporada de American Inventor
- Józef Mlynarczyk (nacido en 1953), futbolista
- Bogdan Bojko (nacido en 1959), político
- Waldemar Zboralski (nacido en 1960), activista por los derechos de los homosexuales
- Marcin Oleksy (nacido en 1987), futbolista, 2022 Premio FIFA Puskás
- Adam Stefanow (nacido en 1994), jugador de billar

## Pueblos gemelos – ciudades hermanas
Nowa Sól está hermanada con:
- Achim, Alemania
- Fresagrandinaria, Italia
- Tuttlingen, Alemania
- Saint-Michel-sur-Orge, Francia
- Senftenberg, Alemania
- Veszprém, Hungría
- Žamberk, República Checa